# Aeropuerto de Gambela
El Aeropuerto de Gambela (IATA: GMB, OACI: HAGM)         es un aeropuerto público que sirve a Gambela, la capital de la región de Gambela en el oeste de Etiopía. El aeropuerto se sitúa a 17 km al sur de la ciudad. También le sirve al Parque Nacional de Gambela, el parque nacional más grande de Etiopía.

## Instalaciones
El aeropuerto queda a una altura de 540 metros sobre el nivel del mar. Tiene una pista designada como 18/36 con superficie de hormigón de 2514 x 45 m. 

## Aerolíneas y destinos
| Aerolíneas         | Destinos   |
| ------------------ | ---------- |
| Ethiopian Airlines | Adís Abeba |